# 金塔寺
金塔寺，位于中国青海省西宁市城中区宏觉寺，为青海省市县级文物保护单位，公布日期为1987年9月3日，类型为古建筑。
金塔寺的历史年代为清。